# Lehman Brothers
A Lehman Brothers Holdings Inc. egy globális pénzügyi szolgáltató cég volt, melyet 1850-ben alapítottak. Mielőtt 2008-ban csődvédelemért folyamodott, a Lehman volt a negyedik legnagyobb befektetési bank az Egyesült Államokban (a Goldman Sachs, a Morgan Stanley, és a Merrill Lynch mögött), körülbelül 25 000 alkalmazottal világszerte. A Lehman befektetési bankként  részvény- és kötvényértékesítéssel, tőzsdei kereskedéssel (főleg amerikai kincstári értékpapírok), pénzügyi elemzéssel, vagyonkezeléssel, magántőke alapokkal és privát banki szolgáltatásokkal foglalkozott. A cég 158 évig működött 1850-es megalapításától egészen 2008-ig.
2008. szeptember 15-én a cég csődvédelmet kért, miután legtöbb ügyfele elhagyta, tőzsdei értéke drasztikusan esett, és a hitelminősítő intézetek leértékelték, ami nagy mértékben a bizalomvesztésnek köszönhető, a Lehman részvételének a másodlagos jelzáloghitel-piaci válságban, és a kevésbé likvid eszközöknek való kitettségének. A Lehman Brothers csődje az Egyesült Államok történetének legnagyobb bankcsődje, és komoly szerepet játszott a 2007-2008-as pénzügyi válság napvilágra kerülésében.
Miután a Lehman Brothers csődvédelmet kért, a globális piacok azonnal zuhanásba kezdtek. A következő napon a brit Barclays benyújtott egy megállapodást a pénzügyi felügyelethez, hogy megvásárolja a Lehman észak-amerikai befektetési banki és kereskedelmi részlegeit, a New York-i központi épülettel együtt. Szeptember 20-án az Egyesült Államok Csődbírósága jóváhagyta az 1,3 milliárd dolláros megállapodás átdolgozott változatát. A következő héten a japán Nomura Holdings bejelentette, hogy megvásárolná a Lehman Brothers érdekeltségeket az ázsiai-csendesóceáni régióban, beleértve Japánt, Hongkongot és Ausztráliát, továbbá a Lehman Brothers befektetési banki és részvény üzletágát Európában és a Közel-Keleten. Az üzlet 2008. október 13-án lépett hatályba.

## Története
1844-ben a 23 éves Henry Lehman, egy marhakereskedő fia, az Amerikai Egyesült Államokba emigrált Rimpar nevű német településről. Henry Lehman Montgomeryben telepedett le. "H. Lehman" néven nyitott  boltot, 1847-ben Emanuel Lehman érkezésével "H. Lehman and Bro." lett a cég neve. Mayer Lehman érkeztével, 1850-ben újra átnevezték a céget, így született meg a "Lehman Brothers".
Az 1850-es években a gyapot jól értékesíthető, keresett árucikknek és lényegében a legfontosabb terménynek számított. A három testvér feldolgozatlan gyapottal kereskedett. 1855-ben sárgalázban elhunyt Henry. 1858-ban New Yorkba vitte cégét a testvérpár Manhattan Liberty Street 119 lett a székhelyük.

## Fordítás
Ez a szócikk részben vagy egészben  a   Lehman Brothers című angol Wikipédia-szócikk fordításán alapul.  Az eredeti cikk szerkesztőit annak laptörténete sorolja fel. Ez a jelzés csupán a megfogalmazás eredetét és a szerzői jogokat jelzi, nem szolgál a cikkben szereplő információk forrásmegjelöléseként.